# Омаров, Омар Расулович
Омар Расулович Омаров (28 сентября 1987, п. Прикумский, Черноземельский район, Калмыцкая АССР, РСФСР, СССР) — российский спортсмен, специализируется по карате кумите и WKF. Призёр чемпионата Европы, чемпион России.

## Спортивная карьера
Спортивную карьеру начал в 1997 году в Махачкале под руководством тренера Омара Муртазалиева. В 2006 году стал третьим на первенстве страны, а на Кубке России взял «бронзу» в абсолютной категории. В 2007 году выиграл чемпионат России в категории до 70 кг, в том же году на чемпионате Европы стал бронзовым призёром, а на чемпионате мира среди юниоров выступил неудачно.

## Результаты на международных соревнованиях
- Чемпионат России по карате 2006 — ;
- Кубок России по карате 2006 — ;
- Чемпионат России по карате 2007 — ;
- Чемпионат мира среди юниоров — 7;
- Чемпионат Европы по карате 2007 — ;

## Личная жизнь
В 2003 году окончил школу № 33 Махачкалы. Является выпускником Дагестанского государственного университета.